# Amburana
Amburana, biljni rod drveća iz porodice mahunarki (bobovki) s tri priznate vrste iz Južne Amerike.

## Vrste
1. Amburana acreana (Ducke) A.C.Sm.
2. Amburana cearensis (Allemão) A.C.Sm.
3. Amburana erythrosperma Seleme, C.H.Stirt. & Mansano

## Sinonimi
- Torresea Allemão